# مانويل غوميز جيمينز
مانويل غوميز جيمينز (1867-1916) (بالإنجليزية: Manuel Gomez de la Maza y Jimenez)‏ هو عالم نبات كوبي.